# Wordgasse 2 (Quedlinburg)

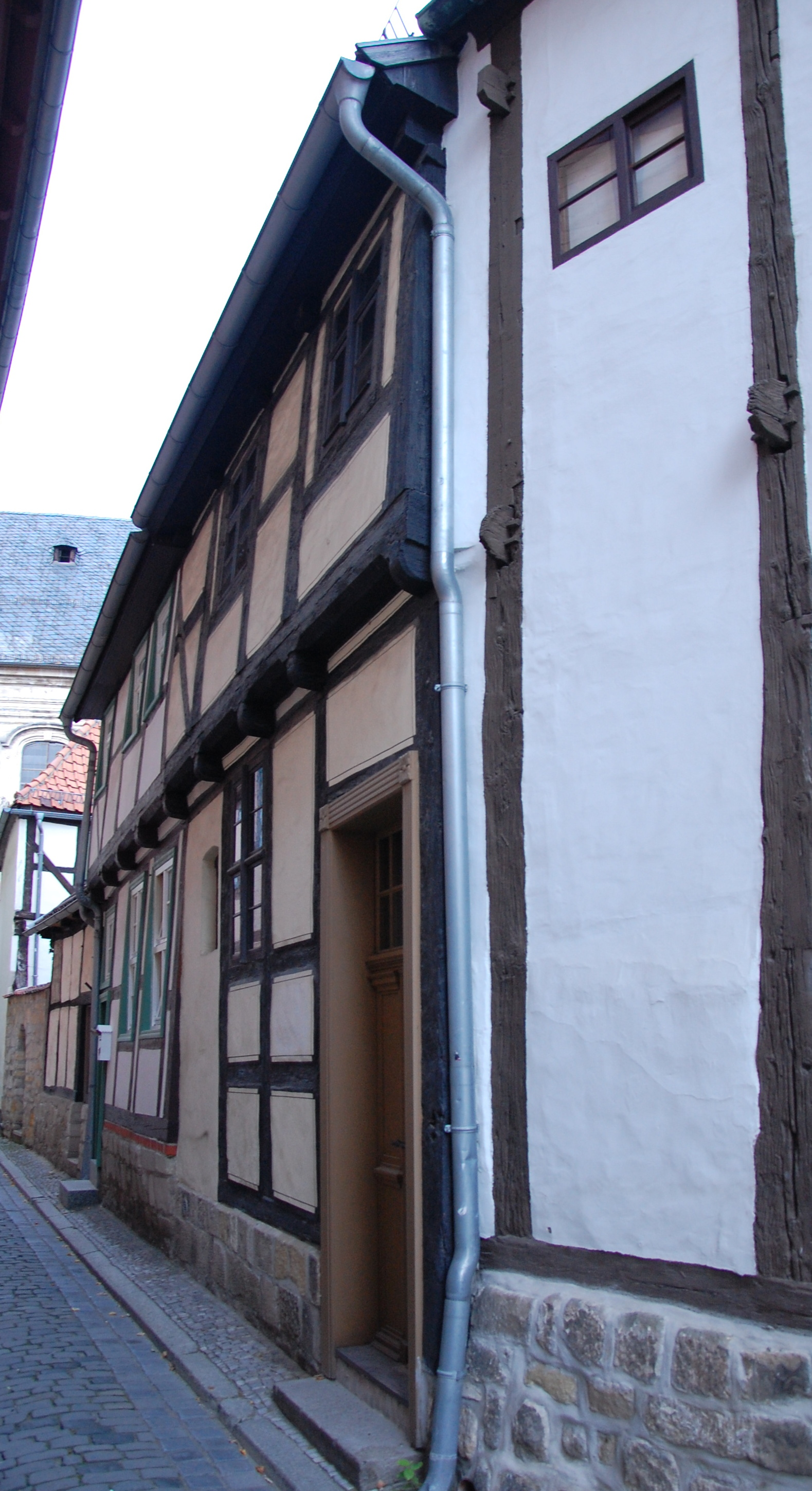
Wordgasse 2

Das Haus Wordgasse 2 ist ein denkmalgeschütztes Gebäude in der Stadt Quedlinburg in Sachsen-Anhalt.

## Lage
Es befindet sich westlich des Marktes in der historischen Quedlinburger Altstadt, im nördlichen Teil der kleinen Wordgasse, und gehört zum UNESCO-Weltkulturerbe. Im Quedlinburger Denkmalverzeichnis ist es als Wohnhaus eingetragen. Nördlich grenzt das gleichfalls denkmalgeschützte Haus Wordgasse 1, südlich der bekannte Ständerbau an.

## Geschichte und Architektur
Das kleine zweigeschossige, nur vier Gebinde breite Fachwerkhaus entstand in der Zeit um 1660. Bedeckt ist das Gebäude mit einem steilen Spitzdach. Das Fachwerk ist durch eine weite Stellung der Ständer geprägt.
Das Gebäude wird gemeinsam mit dem Ständerbau als Teil des Quedlinburger Fachwerkmuseums genutzt.